# Campidano
Le Campidano (Campidanu en sarde) est une plaine qui se trouve dans la partie sud-ouest de la Sardaigne, environ entre 40° et 39° de latitude Nord et 8°30' et 9°30' de longitude Est. Elle s'étend sur une longueur d'environ 100 km entre Cagliari et Oristano, et c'est la plus grande plaine de Sardaigne avec environ 1 850 km2.
L'agriculture y est pratiquée avec succès grâce aux barrages des grands fleuves sardes qui alimentent les cultures de froment et d'artichaut, produits typiques de cette zone.
Ses habitants sont les Campidanais (Campidanesi) et le dialecte local est le sarde campidanais (code ISO 639-3 : sro).

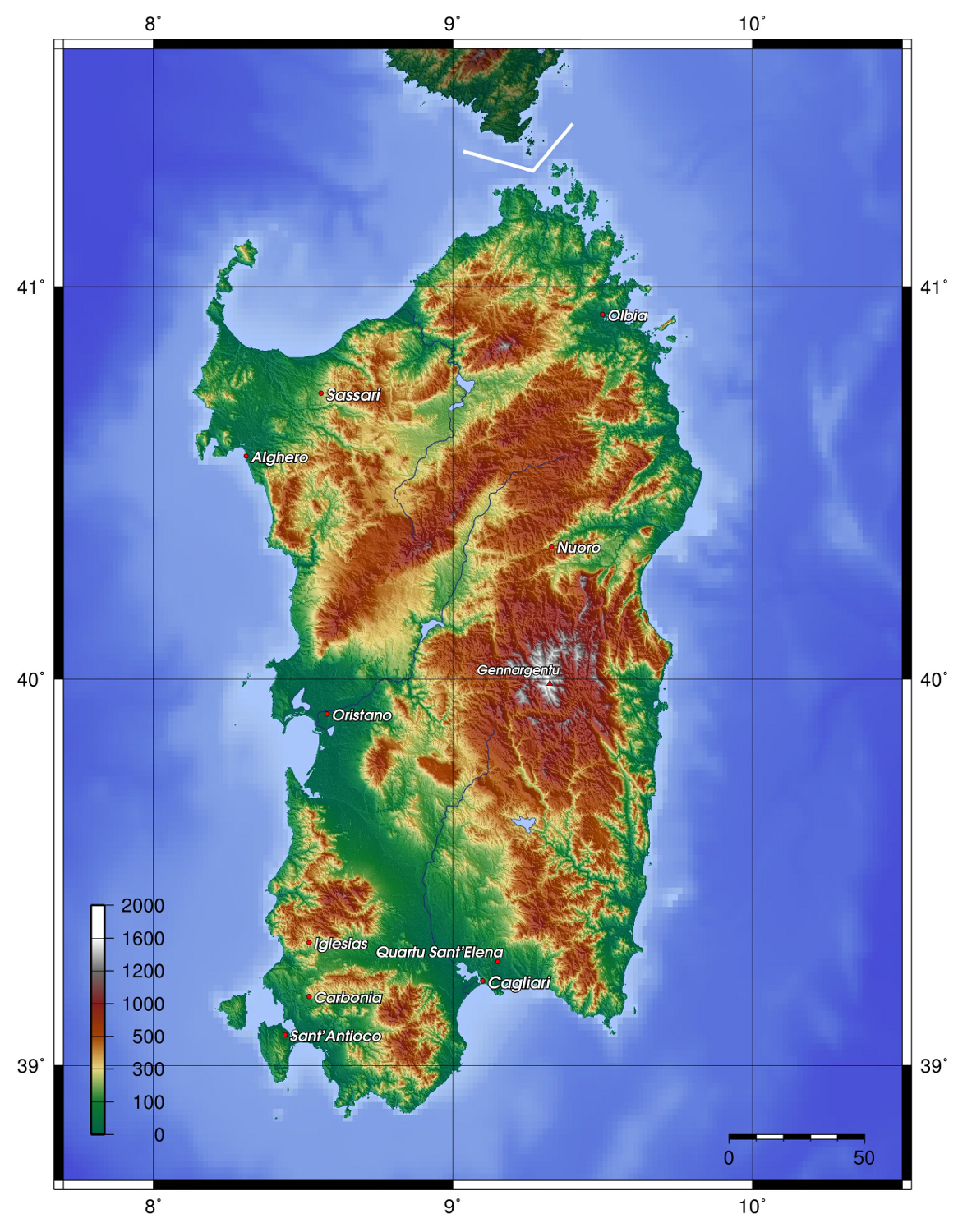
Altimétrie de la Sardaigne : le Campidano est la zone verte en bas à gauche.

## Géologie
D'un point de vue géologique, le Campidano est un graben, résultat d'une fosse tectonique déterminée par un système de failles normales qui ont entraîné l'effondrement d'une partie de la croûte terrestre. Ce mouvement tectonique remonte entre le moyen pliocène et le début du pléistocène, entre 4 et 2 millions d'années avant nos jours et a été associé à un volcanisme important.
Par la suite, la fosse a subi un phénomène de sédimentation alluviale. Elle est épaisse d'environ 600 mètres de sédiments terrestres et de delta fluvial.

## Administration
La plaine traverse les provinces modernes suivantes :
- province de Cagliari ;
- province du Sud-Sardaigne ;
- province d'Oristano.

À l'époque médiévale, la plaine a donné leurs noms à un certain nombre de curatorie des judicats de Cagliari et d'Arborée : Campidano de Milis, Campidano Maggiore, Campidano de Simaxis, Campidano de Cagliari.

## Agriculture
Les populations préhistoriques, installées en Sardaigne depuis le Néolithique, vivaient d'une économie essentiellement agro-pastorale, complétée par la chasse, la pêche, la cueillette de fruits sauvages et de molusques marins. A l'âge du cuivre, en plus des blés nu, de l'orge nu ou vêtu, des légumineuses et des figues, on relève les premières traces de l'utilisation de la vigne sauvage (Selargius).
Le Campidano est extrêmement fertile. À l'époque des Phéniciens et des Romains, le blé et la vigne étaient déjà cultivés de façon intensive. Dans la partie occidentale, autour de la ville d'Oristano, il y a aussi d'importantes rizières.
Le campidano est un vin rouge produit dans le Campidano.

## Salubrité
Les colonisateurs ont importé avec leurs bateaux les moustiques de type anophèle qui ont diffusé la malaria dans la plaine. Cette maladie est restée un fléau pendant deux millénaires et a limité fortement l'espérance de vie de ses habitants. Cela a également empêché l'immigration de personnes venues d'ailleurs, car elles ne possédaient pas d'anticorps.
Les campagnes de mise en valeur du XXe siècle ont rendu le Campidano salubre et habitable. Ses étangs sont à présent des réservoirs de biodiversité, en particulier de flamants roses.

### Source de la traduction
- (it) Cet article est partiellement ou en totalité issu de l’article de Wikipédia en italien intitulé « Campidano » (voir la liste des auteurs).